# Tobias Barreto
Tobias Barreto de Meneses (Vila de Campos do Rio Real, 7 de juny de 1839 - Recife, 26 de juny de 1889) va ser un poeta, filòsof, jurista i crític literari brasiler. És famós per crear el moviment literari brasiler anomenat "condorisme" i revolucionar el romanticisme i la poesia del país. És patró de la càtedra 38 de l'Acadèmia Brasilera de Lletres.

## Biografia
Barreto va néixer a Vila de Campos do Rio Real (el municipi va ser reanomenat "Tobias Barreto" en el seu honor, l'any 1909), un poble de la part sud de Sergipe. Va aprendre les primeres lletres amb Manuel Joaquim de Oliveira Campos, i també va estudiar llatí amb el sacerdot Domingos Quirino. Barreto s'hi va dedicar tant que, anys després, esdevindria professor de llatí a Itabaiana.
El 1861 va marxar a Bahia per anar al seminari; tanmateix, després d'haver-se adonat aviat que aquella no era la seva vocació, va renunciar-hi. Va tornar a Sergipe i, d'allà, va marxar a Recife, capital de Pernambuco. Entre 1864 i 1865 esdevingué professor particular de diverses assignatures. També va intentar ser professor de llatí (i més tard de Filosofia) al Ginásio Pernambucano, però no va tenir èxit a la institució.
Va ser un entusiasta de la cultura alemanya, sobretot després d'haver llegit a Ernst Haeckel i Ludwig Büchner. Després d'estudiar a Haeckel, va convertir-se en un dels primers darwinians del Brasil. Per aquest motiu va crear un diari en llengua alemanya, Der Deutsche Kämpfer (en alemany, El lluitador alemany). El projecte va tenir curta durada i poca influència.
Va entrar en política, sent escollit per l'Assemblea Provincial de Pernambuco. Fou un gran defensor de l'abolicionisme i defensava l'aperturisme polític, la implementació de polítiques redistributives i es mostrava preocupat per l'encarcarament causat per l'statu quo monàrquic.
Es va traslladar a Escada, localitat propera a la capital pernambucana i es va casar amb la filla d'un coronel. Hi va passar deu anys abans de tornar a Recife. Després d'unt temps de penúria econòmica i amb una malaltia crònica, va morir l'any 1889 quan residia acollit a casa d'un amic.

## Homenatges
L'any 1897, el seu deixeble Sílvio Romero va ser un dels fundadors de l'Academia Brasileira de Letras i va promoure que Barreto fos un dels patrons de la institució, sent-li atorgat el patronat de la cadira nº 38.
En virtut de la Llei Federal nº 13.927 de 2019, el jurista va entrar a formar part del Llibre dels Herois i Heroïnes de la Pàtria.

## Obra
- Brasilien, wie es ist (1876)
- Ensaio de Pré-História da Literatura Alemã (1879)
- Filosofia e Crítica (1879)
- Estudios Alemães (1879)
- Dias e Noites (1881)
- Menores i Loucos (1884)
- Discursos (1887)
- Polêmicas (1901; pòstum)